# Манданг, Жан-Луи
Жан-Луи Манданг (фр. Jean-Louis Mandengue; род. 15 сентября 1971, Париж) — французский боксёр, представитель полутяжёлой весовой категории. Выступал за сборную Франции по боксу в середине 1990-х годов, серебряный призёр чемпионата Европы, участник летних Олимпийских игр в Атланте. В период 1999—2006 годов боксировал на профессиональном уровне, владел титулом чемпиона Франции и титулом чемпиона Европейского Союза EBU.

## Биография
Жан-Луи Манданг родился 15 сентября 1971 года в Париже. Проходил подготовку в клубе Aulnay 93.

### Любительская карьера
В 1995 году принял участие в матчевой встрече со сборной США в Атланте, выиграв по очкам у американского боксёра Рональда Коббса.
Наивысшего успеха в своей спортивной карьере добился в 1996 году, когда вошёл в основной состав французской национальной сборной и побывал на чемпионате Европы в Вайле, откуда привёз награду серебряного достоинства — в решающем финальном поединке полутяжёлой весовой категории был остановлен итальянцем Пьетро Аурино.
Благодаря череде удачных выступлений удостоился права защищать честь страны на летних Олимпийских играх в Атланте — в категории до 81 кг благополучно прошёл первого оппонента по турнирной сетке, но во втором бою на стадии 1/8 финала потерпел поражение от бразильца Даниела Биспу.

### Профессиональная карьера
Покинув расположение французской сборной, в 1999 году Манданг успешно дебютировал на профессиональном уровне. В течение последующих шести лет одержал 16 побед, в том числе завоевал и дважды защитил титул чемпиона Франции среди профессионалов в полутяжёлом весе.
В июне 2006 года в поединке с соотечественником Маджидом Заимом выиграл вакантный титул чемпиона Европейского Союза по версии EBU. Однако в том же году проиграл по очкам Кариму Беннама и на этом завершил карьеру профессионального спортсмена.